# Mercenario

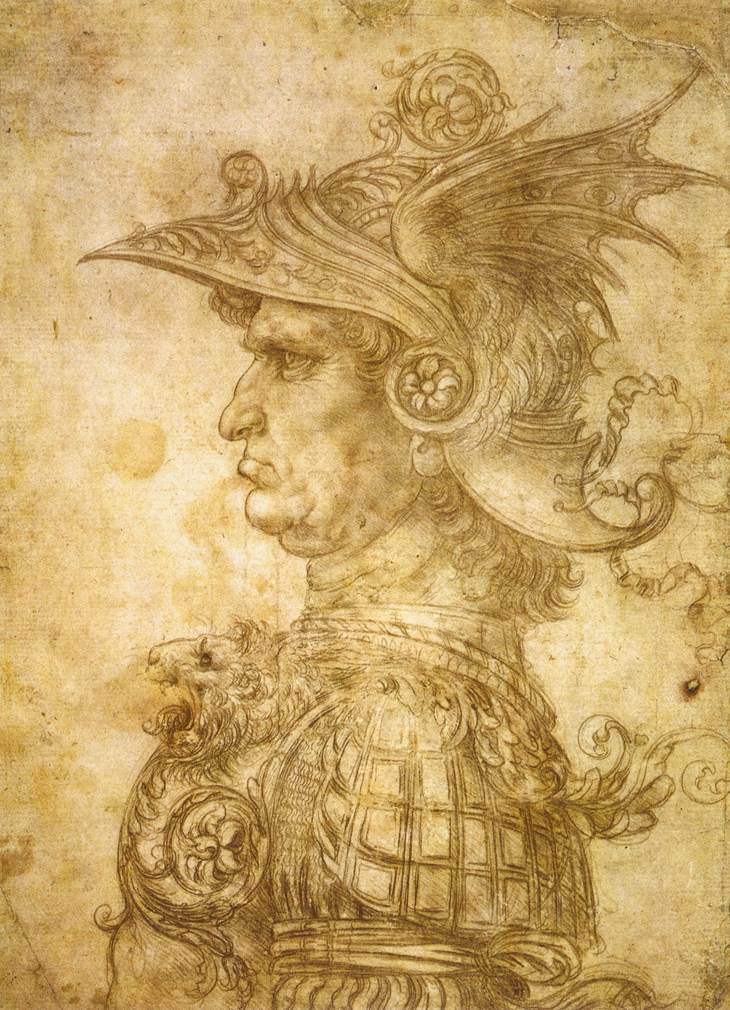
Profilo di capitano antico di Leonardo da Vinci. Il capitano di ventura, nell'Italia medievale e rinascimentale, era il capo di una truppa mercenaria.

Un mercenario è un individuo che, per profitto personale, si unisce a una guerra pur non appartenendo a nessuno degli schieramenti presenti sul campo.
Le Convenzioni di Ginevra dichiarano che i mercenari non possono essere riconosciuti come legittimi combattenti né godere dello status di prigionieri di guerra, a differenza dei normali militari; in varie nazioni l'attività di mercenario è formalmente vietata e può comportare la perdita della cittadinanza.

## Storia

### Età antica
L'utilizzo di truppe mercenarie fu molto in uso già in età antica, ad esempio presso i popoli delle civiltà orientali antiche. Già nell'antico Egitto il faraone Ramesse II si servì di mercenari shardana per combattere i suoi nemici Ittiti nel XIII secolo avanti Cristo. "Soldati" che prestano i loro servizi per mercede vennero indicati dai greci con nomi diversi (misthophóroi, misthōtoì, epíkouroi ecc.), presso i romani come mercenarii, peregrini milites. Anche Cartagine ha spesso utilizzato mercenari, e le truppe puniche erano composte da spagnoli (soprattutto frombolieri balearici), greci, liguri, sardi, libici, siculi, etruschi, celti e numidi.
Presso i greci apparvero per la prima volta quando, sulla fine dell'VIII secolo a.C., tiranni come Pisistrato e Policrate, per affermare il loro potere, si appoggiarono ad armi prezzolate. Di mercenari si servirono i re di Lidia; Milziade si impadronì del Chersoneso Tracico con l'aiuto di 500 mercenari.

Scomparsi con la caduta delle tirannidi, furono di nuovo largamente impiegati al tempo della guerra del Peloponneso. Grandiosa formazione di un esercito mercenario fu in quell'epoca, come tramandatoci nell'Anabasi di Senofonte, l'arruolamento dei diecimila greci che, partiti sotto il comando di Ciro il Giovane, si resero famosi per l'epica ritirata sotto la guida di Senofonte (401 a.C.). I superstiti, arruolati nell'esercito spartano sotto il comando del re di Sparta Agesilao II, passarono a combattere nell'Asia Minore contro il re di Persia. Da allora le milizie mercenarie entrarono normalmente nella costituzione degli eserciti greci, e si ebbero persino generali mercenari, come Ificrate, Cabria, Timoteo, Carete, i quali, detti egualmente strateghi, come quelli degli eserciti stabili, inviavano i loro capitani (lochagoí) a raccogliere gente in compagnie di 100 uomini ognuna (lóchoi). L'avvento dei mercenari cambiò notevolmente gli eserciti greci. Le armate delle città stato erano costituite da normali cittadini della polis che venivano richiamati in base alla necessità, quindi con un addestramento militare quasi nullo (l'unica eccezione è la città di Sparta). Questo si rifletteva sul campo di battaglia, dove era impossibile applicare una minima componente tattica. Coi mercenari, uomini che esercitavano la guerra come professione, la capacità bellica degli eserciti greci migliorò notevolmente.
Tali mercenari non militarono soltanto in Grecia: già fin dall'VIII-VII secolo a.C. s'erano posti al servizio della Lidia e della dinastia saitica d'Egitto. Più tardi furono numerosi anche nell'esercito persiano: nella battaglia del Granico, Alessandro Magno ne ebbe di fronte 20.000, in quella di Isso 30.000. Nell'età dei diadochi gli eserciti furono formati essenzialmente da mercenari, i quali passavano facilmente dall'uno all'altro campo. I tiranni di Sicilia ebbero truppe mercenarie; se ne trovano al principio del IV secolo a.C. al soldo di Dionisio I. Di solito, per l'arruolamento, gli stati interessati mandavano incettatori i quali, ottenuta licenza dalle autorità locali, percorrevano i diversi paesi offrendo il soldo e promettendo bottino. Cartagine faceva largo uso di mercenari, e preferiva usare le sue ingenti ricchezze per pagarli piuttosto che rischiare in guerra la sua popolazione cittadina. Sulla scia di quanto accadde in Oriente, dal 264 a.C. al 146 a.C. Cartagine impiegò mercenari di ogni sorta, armamento e provenienza: Celti, Numidi, Balearici, Sardi nuragici, Siculi, Liguri, Etruschi, Greci, Corsi e Iberi combatterono nelle tre guerre puniche contro Roma.

### Medioevo
(Niccolò Machiavelli, Dell'arte della guerra, 1519-20.)
(Machiavelli, Il Principe)
L'utilizzo di mercenari fu molto comune durante il Medioevo: ad esempio, durante questo periodo, le milizie mercenarie per antonomasia furono le cosiddette compagnie di ventura, costituite da soldati di ventura. Presso la corte bizantina furono, già dall'Alto Medioevo, reclutati come mercenari guerrieri di origine scandinava (Vichinghi), noti come Guardie Variaghe, che andavano a formare la guardia scelta dell'Imperatore d'Oriente.

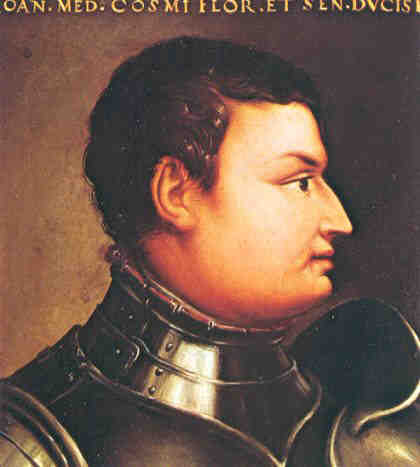
Ritratto del condottiero italiano Giovanni dalle Bande Nere.

Furono poi i cavalieri normanni della famiglia Drengot a proporsi inizialmente al soldo dei principi longobardi (contro le incursioni saracene a Napoli e Salerno) e poi degli insorti baresi nelle lotte antibizantine. Nell'Italia comunale, benché fin dalla fine del XII secolo furono occasionalmente arruolati piccoli gruppi di mercenari, solamente dalla seconda metà del Duecento il loro impiego divenne sempre più massiccio. Tanto più che, proprio dalla seconda metà del XIII secolo, cominciò a diffondersi negli eserciti comunali la pratica delle "sostituzioni", che permetteva, a coloro che erano stati selezionati per partecipare ad operazioni militari, di farsi sostituire da un'altra persona, chiaramente pagandola. Truppe mercenarie furono utilizzate nella battaglia di Campaldino nel 1289 a fianco dell'esercito fiorentino; ne fece uso anche il comune di Siena, stipulando contratti tra il 1327 e il 1351 con un condottiero ante litteram come Guidoriccio da Fogliano che si pose anche al soldo degli Scaligeri. A partire dai primi decenni del Trecento, l'uso di assoldare mercenari, soprattutto cavalieri, divenne sempre più frequente. La ricchezza economica delle città e dei signori italiani e le frequenti guerre, provocarono l'arrivo nella penisola di gruppi di mercenari provenienti da vari paesi europei, come la Francia, la Germania o l'Ungheria. Accanto ad essi, erano presenti numerosi mercenari italiani, soprattutto tra i ranghi della fanteria, senza dimenticare i balestrieri genovesi, molto richiesti in Italia ed anche all'estero. Comparvero poi le compagnie di ventura, guidate da un capitano di ventura, che stipulava veri e propri contratti con i signori e i regnanti interessati. Ebbero vasto impiego in Europa dal XIV secolo alla prima metà del XVII secolo.
Anche gli stati medievali usavano questo genere di truppe, tanto che Niccolò Machiavelli ne denuncia la pericolosità nei suoi scritti (arrivando almeno secondo, dato che già Polibio ne sconsigliava l'uso se non in quantità minime). I lanzichenecchi sono state le truppe mercenarie che compirono il Sacco di Roma nel 1527. Altre milizie di fanteria mercenaria molto note e apprezzate erano le falangi di mercenari svizzeri.

### Età contemporanea
Nel corso del XX secolo, soprattutto a partire dal secondo dopoguerra, si è fatto uso di mercenari in diversi conflitti, specialmente nelle guerre dei paesi del terzo e quarto mondo. A partire dal secondo dopoguerra e durante la guerra fredda, i mercenari vennero assoldati, oltre per partecipare a conflitti armati per conto di mandanti, anche per attuare colpi di stato, come per esempio nella crisi del Congo nella prima metà degli anni sessanta, la guerra civile in Nigeria, la guerra civile in Angola, la crisi in Benin nel 1977 o nelle Seychelles nel 1981.
Dal 1994 al 2002 il Dipartimento della difesa degli Stati Uniti ha stipulato più di 3000 contratti con delle cosiddette compagnie militari private statunitensi, per un giro d'affari da 100 miliardi di euro l'anno, con 15.000 uomini impiegati in missione che guadagnano fino a mille euro al giorno.
A partire dagli anni 2000 si è avuto un ulteriore incremento, ad esempio durante la guerra in Iraq nel 2003 ed anche negli anni a seguire, a causa del loro coinvolgimento nei combattimenti e negli interrogatori della prigione di Abu Ghraib divenuta famosa per le denunce dei casi di tortura. 

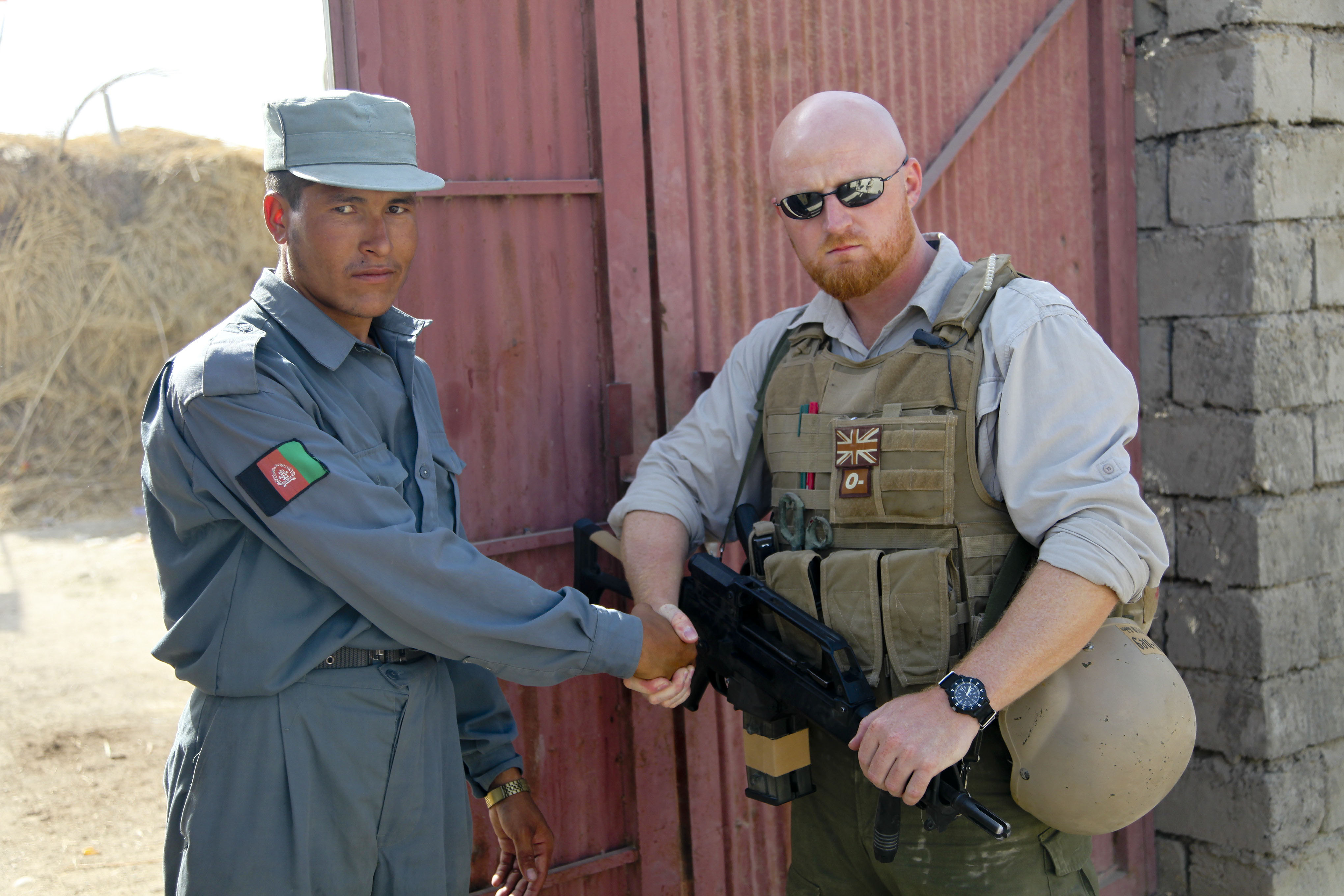
Dipendente di una compagnia militare privata britannica armato di Heckler & Koch G36 insieme ad un soldato afghano (2009).

Durante il conflitto i mercenari in Iraq rappresentarono la seconda forza in campo subito dopo gli Stati Uniti d'America e prima della Gran Bretagna. L'utilizzo di truppe mercenarie è stato segnalato nel 2011, anche durante la guerra civile in Libia e nella guerra civile siriana. Nel corso del 2015, dopo la fine della guerra in Iraq, il numero di personale combattente impiegato nelle compagnie militari private statunitensi in Iraq ha continuato ad incrementarsi.

## Aspetti giuridici

### Diritto internazionale
Il 47° articolo del protocollo addizionale 8 giugno 1977 (APGC77) delle Convenzioni di Ginevra (relativo alla protezione delle vittime nei conflitti armati internazionali) è stato ratificato da 167 Stati e afferma:
2. Un mercenario è un combattente:
a) espressamente reclutato nel Paese o all'estero per combattere in un conflitto armato;
b) di fatto prende parte diretta alle ostilità;
c) che partecipa alle ostilità essenzialmente in vista di ottenere un vantaggio personale ed al quale è stata effettivamente promessa, da una parte al conflitto o a nome di quest'ultima, una remunerazione materiale nettamente superiore a quella promessa o pagata a combattenti aventi rango e funzioni analoghe nelle forze armate di detta parte;
d) che non è cittadino di una parte al conflitto, né residente del territorio controllato da una parte al conflitto;
e) che non è membro delle forze armate di una parte al conflitto;
f) che non è stato inviato da uno Stato diverso da una parte al conflitto, in missione ufficiale come membro delle forze armate di tale Stato.»
Tutti i criteri (a - f), devono essere rispettati, secondo la Convenzione di Ginevra, affinché un combattente possa essere definito mercenario.
Secondo la terza convenzione di Ginevra, un soldato catturato deve godere dello status di prigioniero di guerra fino al giudizio di un tribunale competente che può decidere se il soldato è un mercenario; intanto, il mercenario diventa un combattente illegale ma deve comunque essere "trattato con umanità e, in caso di processo, non deve essere privato dei diritti di giusto e regolare processo". Se (dopo un processo regolare) un soldato catturato risulta essere un mercenario, allora, può aspettarsi di essere trattato come un criminale e rischiare la pena di morte; inoltre, poiché i soldati mercenari non possono essere considerati prigionieri di guerra, non possono aspettarsi il rimpatrio alla fine della guerra. Per quanto riguardi lo status giuridico dei civili, se non hanno "di fatto, preso parte diretta alle ostilità", non sono mercenari ma civili che hanno ruoli non di supporto al combattimento e hanno diritto alla protezione ai sensi della terza convenzione.
La "Convenzione internazionale contro il reclutamento, l'uso, il finanziamento e l'addestramento di mercenari" approvata con risoluzione delle Nazioni Unite n. 44/34 
del 4 dicembre 1989 - ma entrata  in vigore il 20 ottobre 2001 - contiene disposizioni in materia, in particolare:
- l'articolo 1 enuncia la definizione di' mercenario;
- l'articolo 1.1 è simile all'articolo 47 del Protocollo I delle convenzioni ginevrine;
- l'articolo 1.2 amplia i requisiti per considerare un mercenario, uno straniero reclutato per rovesciare un "governo o per indebolire in altro modo l'ordine costituzionale di uno Stato; o per minare l'integrità territoriale di uno Stato" ed "È motivato a prendervi parte essenzialmente dal desiderio di un significativo guadagno privato ed è spinto dalla promessa o dal pagamento di un compenso materiale".

### Legislazioni nazionali
A livello nazionale invece molti stati hanno una legislazione particolare per questo genere di attività, ad esempio:
- In Austria i cittadini perdono la cittadinanza automaticamente se fanno parte di truppe mercenarie.
- In Canada il "Foreign Enlistment Act" del 1985 vieta l'arruolamento di truppe mercenarie, tranne casi specifici
- In Francia il codice penale proibisce tali attività.
- In Inghilterra il "Foreign Enlistment Act" del XIX secolo proibisce che i cittadini facciano parte di truppe di Stati in conflitto con altri Stati in pace con la Gran Bretagna.
- L'Italia non consente la partecipazione di soggetti, diversi dalle proprie forze armate, a conflitti armati nel territorio di un altro Stato, in quanto la convenzione delle Nazioni Unite del 1989 è stata ratificata con la legge 12 maggio 1995 n. 210.
- Negli Stati Uniti d'America disposizioni del Dipartimento della difesa degli Stati Uniti d'America regolano l'utilizzo di forza militare da parte di privati; ed inoltre è legale la costituzione e l'impiego di compagnie militari private.
- In Sudafrica il "Foreign Military Assistance Act" del 1998 chiarisce che i cittadini non possono fare parte di truppe a contratto se non per missioni umanitarie. Dopo lo scoppio della guerra in Iraq e l'arresto di Mark Thatcher in merito ad un tentato colpo di stato in Guinea Equatoriale, la normativa venne modificata nel 2005.
- La Svizzera non permette attività mercenarie dal 1927, con l'eccezione delle guardie svizzere in Vaticano.

## Le compagnie militari private
In età contemporanea i servizi riconducibili a tali attività sono spesso svolti da compagnie militari private, ossia delle imprese che forniscono anche consulenze e servizi specialistici, anche se in molti paesi del mondo questa attività è espressamente vietata e sanzionata dalla legge. Sebbene in vari paesi del mondo l'attività mercenaria sia formalmente illegale, le truppe mercenarie - organizzate da compagnie militari private - vengono comunemente usate anche nei conflitti contemporanei, sia come supporto alle truppe regolari, sia per compiere operazioni belliche non ufficiali. 
Le compagnie militari private sono enti, formalmente estranei alle parti in un conflitto, scelte da un committente (un governo, un'impresa o altra organizzazione), operando spesso all'estero, per la fornitura di svariati servizi di tipo militare. I suoi doveri sono generalmente stabiliti da un contratto con il suo committente, al contrario degli appartenenti alle forze armate regolari, che rispondono esclusivamente allo Stato di appartenenza, né possiede status di militare e i relativi doveri, poteri e diritti giuridici. In tal modo spesso i mercenari non agiscono secondo il diritto internazionale umanitario e, se catturati, non hanno le tutele di cui gode un prigioniero di guerra, esclusi alcuni casi.
In particolare, la Terza Convenzione di Ginevra (GCIII) del 1949 non riconosce la differenza tra fornitori della difesa e CMP; definisce una categoria chiamata supply contractors. Se questi ultimi siano stati muniti (dall'esercito cui si affiancano) di un valido documento identificativo, hanno diritto allo status di prigioniero di guerra in caso di cattura. (GCIII Articolo 4.1.4). Se il contractor partecipa ai combattimenti, comunque, può essere classificato come mercenario (Protocol I Additional to the Geneva Conventions (Protocol I) Articolo 47.c), a meno che non ricada in un'esenzione alla clausola dell'articolo 47. Se i contractors catturati vengono riconosciuti mercenari, sono combattenti illegittimi, e perdono il beneficio di essere considerati prigionieri di guerra.

## Nell'arte e nella cultura

### Narrativa
- Frederick Forsyth, I mastini della guerra (The dogs of war), 1974
- Girolamo Simonetti, Il bottino del mercenario, Ciarrapico ed., 1987

### Filmografia
- Africa addio (1966) di Gualtiero Jacopetti e Franco Prosperi; in un episodio di questo documentario vengono mostrati la vita e il modus operandi dei mercenari impegnati nel conflitto in Congo durante i primi anni sessanta.
- Il soldato di ventura (1976) di Pasquale Festa Campanile, commedia con Bud Spencer, Enzo Cannavale. Il film, ambientato nell'anno 1503, narra le vicende legate alla disfida di Barletta, città in cui la pellicola è ambientata, e alle avventure di Ettore Fieramosca. Il film fu girato nella fortezza svevo angioina di Lucera.
- I quattro dell'Oca selvaggia (The Wild Geese, 1978), di Andrew V. McLaglen.
- I mastini della guerra (The Dogs of War, 1980) diretto da John Irvin, basato sull'omonimo racconto di Frederick Forsyth.
- Il mestiere delle armi, regia di Ermanno Olmi (2001)
- I mercenari - The Expendables (2010) di e con Sylvester Stallone.
- I mercenari 2 (2012) diretto da Simon West.
- I mercenari 3 (2014) diretto da Patrick Hughes.

### Televisione
- The A-Team, serie televisiva

### Videogiochi
- Army of Two
- Far Cry; Far Cry 2
- Mercenari
- Soldier of Fortune
- Fallout: New Vegas
- Mercenaries 2: World in Flames
- Combat Arms
- Assassin's Creed II; Assassin's Creed Brotherhood; Assassin's Creed III; Assassin's Creed Odyssey
- Call of Duty: Advanced Warfare
- Fire Emblem: Path of Radiance
- Metal Gear Solid: Peace Walker
- Metal Gear Solid V: Ground Zeroes
- Metal Gear Solid V: The Phantom Pain
- Team Fortress 2
- Watch Dogs
- Bladestorm: The Hundred Years' War

### Fumetti
- Il supereroe Deadpool, personaggio ideato dalla casa editrice Marvel Comics.
- Moon Knight, antieroe dei fumetti Marvel Comics, prima di diventare un vigilante, è stato un mercenario.
- Gatsu, il protagonista del manga Berserk.
- I membri della Lagoon Company, protagonisti del manga Black Lagoon.
- Il gruppo di mercenari chiamati Wild Geese del manga Hellsing.
- Lady Shiva, personaggio creato da Bob Kane (il creatore di Batman).